# 强壮杜鹃
强壮杜鹃（学名：Rhododendron magnificum）为杜鹃花科杜鹃花属下的一个种。

## 扩展阅读
- 維基物種上的相關：强壮杜鹃